# Warwick Avenue (Metropolitano de Londres)
Warwick Avenue é uma estação do Metrô de Londres em Little Venice na Cidade de Westminster, no noroeste de Londres. A estação fica na linha Bakerloo, entre as estações Paddington e Maida Vale, e está na Zona 2 do Travelcard.

## História
Warwick Avenue foi inaugurada em 31 de janeiro de 1915 na extensão do metrô de Bakerloo de Paddington a Queen's Park.
A bilheteria e suas máquinas foram destruídas por um incêndio em 17 de setembro de 1985, fazendo com que a estação fosse fechada neste dia.

## Localização e configuração
A estação está localizada na junção da Warwick Avenue, Warrington Crescent e Clifton Gardens. Por um período anterior à sua inauguração, o nome proposto da estação foi Warrington Crescent.
Não há construção de superfície e a estação é acessada por dois lances de escadas até uma bilheteria subterrânea. Foi uma das primeiras estações do Metrô de Londres construída especificamente para usar escadas rolantes em vez de elevadores. Um poço de ventilação simples foi construído na ilha de tráfego para melhorar a ventilação dos túneis.

## Conexões
As rotas dos ônibus de Londres 6, 46, 187 e 414 servem esta estação.
Um serviço regular de ônibus aquático sai da vizinha Little Venice ao longo do Regent's Canal; durante os meses de verão os barcos partem de hora em hora em direção ao Zoológico de Londres e Camden Lock.

## Na cultura popular
A música "Warwick Avenue" da cantora britânica Duffy faz referência à estação.